# Katherine Parkinson
Pour les articles homonymes, voir Parkinson.
Katherine Jane Parkinson, née le 9 mars 1978 à Hounslow, est une actrice britannique, connue principalement pour avoir joué le rôle de Jen Barber dans la série The IT Crowd, ce qui lui a valu une nomination lors de la 58e cérémonie des British Academy Television Awards en 2011 (Meilleure interprétation féminine dans un rôle comique). Elle a également joué dans Good Morning England ainsi que dans la seconde saison de Sherlock.

## Filmographie

### Film
| Année | Titre                                          | Rôle             |
| ----- | ---------------------------------------------- | ---------------- |
| 2006  | Hard to Swallow                                | Katie            |
| 2007  | Christmas at the Riviera                       | Vanessa          |
| 2008  | Un mariage de rêve                             | Marion Whittaker |
| 2008  | Un Anglais à New York                          | PR woman         |
| 2009  | Good Morning England                           | Felicity         |
| 2009  | St. Trinian's 2 : The Legend of Fritton's Gold | prof de physique |
| 2018  | Le Cercle littéraire de Guernesey              | Isola Pribby     |

### Télévision
| Année       | Titre                       | Rôle               | Notes |
| ----------- | --------------------------- | ------------------ | --- |
| 2005        | Ahead of the Class          | Vicky Foley        | |
| 2005        | Casualty                    | Helen Gibbons      | Épisode : "The Long Goodbye"                                                                                 |
| 2005        | Extras                      | Woman in queue     | Épisode : "Ross Kemp and Vinnie Jones"                                                                       |
| 2005–2009   | Doc Martin                  | Pauline Lamb       | Séries 2–4                                                                                                   |
| 2006–2013   | The IT Crowd                | Jen Barber         | British Comedy Award for Best Television Comedy Actress Nominated – BAFTA for Best Female Comedy Performance |
| 2007        | Fear, Stress & Anger        | Gemma              | |
| 2007        | Christmas at the Riviera    | Vanessa            | |
| 2007–2009   | Katy Brand's Big Ass Show   | Various characters | Séries 1–3                                                                                                   |
| 2009        | Jonathan Creek              | Nicola             | Épisode : "The Grinning Man"                                                                                 |
| 2009        | The Old Guys (en)           | Amber              | |
| 2010        | The Great Outdoors (en)     | Sophie             | |
| 2010        | Whites                      | Caroline           | |
| 2011        | Psychoville                 | Fiona              | Séries 2, Épisode 5                                                                                          |
| 2011        | Comedy Showcase: Coma Girl  | Pip                | Séries 3, Épisode 2                                                                                          |
| 2011        | The Bleak Old Shop of Stuff | Conceptiva         | |
| 2012        | Sherlock                    | Kitty Riley        | Épisode : "The Reichenbach Fall"                                                                             |
| 2013        | Love Matters                | Jo Pepper          | Épisode : "Officially Special"                                                                               |
| 2014        | The Honourable Woman        | Rachel             | |
| 2014        | Inside No. 9: Sardines      | Rebecca            | |
| 2014        | Officially Special          | Jo Pepper          | |
| 2014        | In the Club                 | Kim                | |
| 2015 - 2018 | Humans                      | Laura Hawkins      | 24 épisodes                                                                                                  |
| 2024        | Rivals                      | Lizzie Vereker     | |

## Distinctions

### Récompenses
- 61e cérémonie des British Academy Television Awards (2014) : meilleure performance féminine dans un rôle comique pour The IT Crowd